# Aldona Česaitytė-Nenėnienė
Aldona Česaitytė-Nenėnienė (rozená Česaitytė; 13. října 1949 – 3. dubna 1999 Kaunas) byla litevská házenkářka, která reprezentovala Sovětský svaz.
Na klubové úrovni hrála za litevský Žalgiris Kaunas. Do sovětské reprezentace se dostala v roce 1974, v roce 1976 obdržela titul zasloužilé mistryně sportu. V dresu sborné získala dvě zlaté olympijské medaile (1976 a 1980) a stříbrnou medaili na mistrovství světa hraném v roce 1978 v Československu. Reprezentační kariéru ukončila v roce 1981.
Absolvovala Kaunaský státní institut tělesné kultury, byla vyznamenána Medailí Za výjimečnou práci (Медаль «За трудовое отличие»).